# Figurentheater der Nationen
Das Figurentheater der Nationen (FIDENA) gehört zu den ältesten Festivals für Puppentheater und Objekttheater in Europa. Das Festival im Ruhrgebiet präsentiert eine Woche internationale Produktionen an unterschiedlichen Spielstätten. Veranstalter ist das Deutsche Forum für Figurentheater und Puppenspielkunst e.V.

## Geschichte
1958 gründete der Bochumer Verleger Fritz Wortelmann, zunächst unter dem Namen „Meister des Puppenspiels“, ein internationales Festival in seiner Heimatstadt, das 1972 in „Figurentheater der Nationen“ umbenannt wurde. Wortelmann, der 1929 an der Gründung der internationalen Puppenspiel-Organisation UNIMA (Union Internationale de la Marionnette) beteiligt war, weist 1960 in der Publikation "Perlicko-Perlacko" auf die außerordentliche Bedeutung von Künstlerfreundschaften in Zeiten politischer Abgrenzungen und Feindseligkeiten hin. Die ersten nach Bochum eingeladenen Meister des Puppenspiels waren der junge Stuttgarter Marionettenspieler Albrecht Roser, der Franzose Jaques Chesnais, der Dresdner Handpuppenspieler Carl Schröder und der Leiter des staatlichen Moskauer Puppentheaters, Sergej Obraszow.
Nach dem Tod Fritz Wortelmanns übernahm der Theaterwissenschaftler Jürgen Klünder die Leitung des Deutschen Instituts für Puppenspiel (DIP) und der FIDENA. Er richtete sein Augenmerk zunächst auf das Potential des Puppentheaters als einer Volkskunst. Er interessierte sich für Alternativen zu etablierten Theaterformen, auch mit politischem Anspruch, wie das „Bread and Puppet Theater“. Später revidierte er diese Sicht und öffnete das Festival weiter für diverse experimentelle Formen. So holte er unter anderem die Amerikaner Eric Bass und Roman Paska sowie bereits 1986 Neville Tranter (Stuffed Puppet Theatre) nach Bochum. 1989 propagierte er das "Ende der Bescheidenheit" und lud nun vor allem große Inszenierungen etablierter Ensemblepuppentheater aus Osteuropa, China und der DDR ein.
Nach der 1990 von Stadt und Land durchgesetzten Schließung des Deutschen Instituts für Puppenspiel wurde 1991 von der Stadt Bochum sowie maßgeblichen Verbänden und Ausbildungsinstitutionen des Puppentheaters das „Deutsche Forum für Figurentheater und Puppenspielkunst (dfp)“ geschaffen. Die Ostberliner Theaterwissenschaftlerin und Kritikerin Silvia Brendenal öffnete als Direktorin den Blick auf das Objekttheater aus Frankreich und Italien (Gyula Molnár, Roland Shön). Thematisch jeweils durch ein Motto gebündelt, reichte die Spannweite der Aufführungen von der solistischen Handpuppeninszenierung oder dem Erzähltheater mit Objekten für Kinder über große Ensemble-Produktionen mit Masken-, Puppen- und Schauspiel bis hin zu kinetischen Installationen. Dafür standen aus Deutschland das Kammertheater Neubrandenburg oder das Materialtheater Stuttgart; aus Japan Hoichi Okamoto mit seiner zwischen Butoh, Bunraku und Maskentheater oszillierenden Arbeit; aus Dänemark das dänische Paraplyteatret mit poetischen Dingwelten für Kinder und die Handspring Puppet Company aus Südafrika mit dem bildenden Künstler William Kentridge.

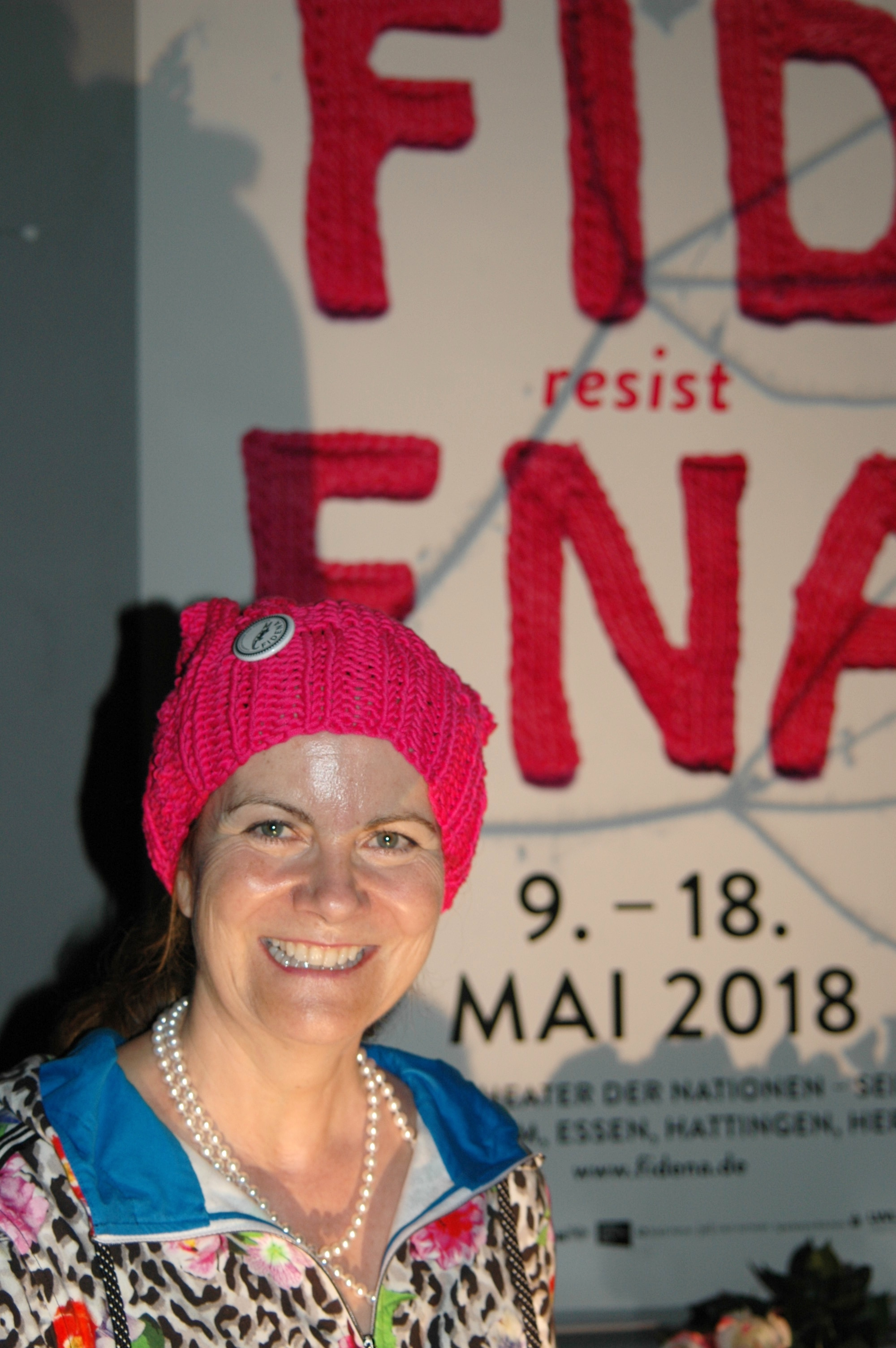
Annette Dabs (2018)

Auch nach dem Leitungswechsel 1997 behielt die FIDENA ihr Profil als ein Figurentheaterfestival mit Schwerpunkt auf innovativen Formen. Die neue künstlerische Leiterin, die in Opernregie und Kulturmanagement ausgebildete Annette Dabs, führte die begonnene Linie weiter. Die Einladung des australischen Künstlers Stelarc mit seiner Performance „Exosceleton“ zum Auftakt der FIDENA 1999 setzte ein Zeichen für die Suche nach den Schnittstellen zwischen Bildender und Darstellender Kunst. Das schließt Inszenierungen am äußersten Rand dessen, was unter Figurentheater verstanden wird, ein. Arbeiten des Kanadiers Robert Lepage, des ukrainischen Regisseurs Andrij Zholdak oder der französischen Choreographin Gisèle Vienne sind seitdem ebenso vertreten wie aktuelle Versionen historisch-anarchischen Kaspertheaters. Die FIDENA entwickelt sich zu einem produzierenden Festival, viele Uraufführungen kamen in Koproduktion oder als Auftragsproduktion in Bochum heraus.